# Електротехнічний факультет Західнопоморського технологічного університету в Щецині
Факультет електротехніки Західнопоморського технологічного університету в Щецині — один з одинадцяти факультетів Західнопоморського технологічного університету в Щецині. Факультет працює у двох корпусах — за адресою вул. Сікорського 37 та вул. 26 квітня в Щецині. Він був заснований у 1946 році як один із трьох факультетів Інженерної школи в Щецині.
Будівля факультету була зведена в 1900 році як місце розташування Королівської школи машинобудування (нім. Königliche Maschinenbauschule).

## Структура
Станом на 6 серпня 2022 року:
- Кафедра теоретичної електротехніки та прикладної інформатики
  - Центр техніки електромагнітних полів і високочастотної техніки
- Кафедра електричних машин і приводів
- Кафедра високих напруг та енергетики
- Кафедра автоматики та роботехніки
- Кафедра систем, сигналів та електроніки
- Кафедра обробки сигналів та мультимедійної техніки
- Кафедра телекомунікації та фотоніки

## Керівництво
Станом на 6 серпня 2022 року:
- Декан: д-р габ. інж. Кшиштоф Окарма, проф. ЗТУ
- Заступник декана з організаційної роботи та розвитку: д-р габ. інж. Павел Дворак, проф. ЗТУ
- Заступник декана зі студентської та навчальної роботи: д-р габ. інж. Марцін Зіулковський, проф. ЗТУ
- Заступник декана зі студентської та навчальної роботи: д-р габ. інж. Пйотр Папліцький, проф. ЗТУ

## Напрями
Станом на 6 серпня 2022 року:
- автоматика та робототехніка
- електротехніка
- інформаційно-комунікаційні технології